# Tyrowo
Tyrowo (niem. Thyrau) – wieś w Polsce, położona w województwie warmińsko-mazurskim, w powiecie ostródzkim, w gminie Ostróda. Do 1954 roku siedziba gminy Tyrowo. W latach 1975–1998 wieś administracyjnie należała do województwa olsztyńskiego.
Znajduje się tu szkoła podstawowa i kościół katolicki pod wezwaniem św. Wojciecha, zbudowany w 1981 jako wotum wdzięczności za ocalenie papieża. W miejscowości działała Rolnicza Spółdzielnia Produkcyjna „Odrodzenie” Tyrowo.

## Historia
W czasach krzyżackich wieś pojawia się w dokumentach w roku 1426, podlegała pod komturię w Ostródzie, były to dobra krzyżackie.

## Demografia
Populacja wsi Tyrowo wynosiła odpowiednio:
- 376 mieszkańców – 1820 r.[8]
- 667 mieszkańców – 1905 r.[8]
- 894 mieszkańców – 1939 r.[8]

## Ulice Tyrowa
- Błękitnego Nieba
- Kolorowej Tęczy
- Lazurowa
- Wschodzącego Słońca
- Źródlana

## Komunikacja miejska
Na terenie wsi kursują następujące linie obsługiwane przez ZKM Ostróda:
- 1św (Idzbark/Grunwaldzka ZKM - Wzgórze św. Franciszka/Morliny/Tyrowo)
- 7 (Grunwaldzka ZKM - Tyrowo)
- 11 (wybrane kursy)

Pętla autobusowa "Tyrowo" znajduje się w pobliżu ulicy Źródlanej.